# Elecciones presidenciales de Colombia de 1833
Las elecciones presidenciales indirectas de la Nueva Granada de 1833 fueron el primer proceso electoral realizado en el país, luego de la disolución de la Gran Colombia. Estas se realizaron con el convencimiento general de la nación de que el entonces presidente interino Francisco de Paula Santander sería a la postre el elegido, pues todos los sectores políticos del país acordaron su candidatura; pese a ello, fue sugerido el nombre del expresidente de la Gran Colombia Joaquín Mosquera como rival de Santander, para evitar el unanimismo, pero se trató de una elección tan fraterna que Mosquera resultó elegido vicepresidente por este mismo colegio electoral.

## Resultados
| Imagen | Candidato a presidente       | Votos |
| ------ | ---------------------------- | ----- |
|        | Francisco de Paula Santander | 1.012 |
|        | Joaquín Mosquera             | 121   |